# Cucurbitaria salicina
Cucurbitaria salicina är en svampart som beskrevs av Fuckel 1870. Cucurbitaria salicina ingår i släktet Cucurbitaria och familjen Cucurbitariaceae.   Inga underarter finns listade i Catalogue of Life.